# Protoptila ignera
Protoptila ignera is een schietmot uit de familie Glossosomatidae. De soort komt voor in het Neotropisch gebied.